# مجتمع غير طبقي

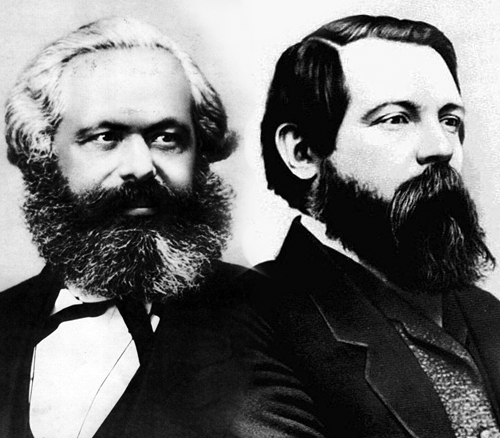

يُقصد بالمجتمع غير الطبقي بأنه المجتمع الذي لا يولد في كنفه أحد ذو طبقة اجتماعية. وقد تنشأ الاختلافات من ناحية الثروة أو الدخل أو التعليم أو الثقافة أو الشبكة الاجتماعية، و تُحدد فقط عن طريق تجربة الفرد وإنجازه في هذا المجتمع.
تُعرّف شركة Codere الطبقة الاجتماعية على أنها جزء من المجتمع، حيث يتشارك أفرادها المكانة الاجتماعية ذاتها في ترتيب هرمي. كما تقترح Codere أن المجتمع ذو التنظيم الطبقي الحقيقي يمكن تقسيمه إلى مجموعات بناءً على الترتيب الهرمي للمكانة والمنصب. و تتفرد كل مجموعة بخصائصها الاجتماعية والاقتصادية والسلوكية والثقافية، وتملك كل مجموعة درجاتٍ متفاوتة من القوة المؤثرة على قرار المجتمع. ومع ذلك، فإن المجتمعات المنظمة طبقياً نادراً ما تسير على هذا النهج مما يوحي بأن المجتمع غير الطبقي قد يكون أفضل.
منذ إثبات أن تحديد الحصيلة الحياتية حسب فئة الميلاد صعبٌ تجنبه تاريخياً؛ فإن المناصرين للمجتمع غير الطبقي، مثل مثيري الفوضى، والشيوعيين ، إلخ ، يقترحون عدة طرق لتحقيق هذا المجتمع وبقائه، و يعيرونه درجات متفاوتة من الأهمية كما لو أنه نهاية فلسفاتهم أو برامجهم الشاملة.

## انعدام الطبقية
استُخدم مصطلح غير طبقي لوصف مختلف أشكال الظواهر الاجتماعية.
في المجتمعات التي ألغي فيها تصنيف الطبقات، يكون هذا عادة نتيجة قرار طوعي من جانب الأعضاء من خلال تشكيل مجتمع بهدف إلغاء بنية طبقية موجودة مسبقًا في مجتمع قائم أو لتشكيل بنية طبقية جديدة دون أي مجتمع. وهذا من شأنه أن يشمل المجتمعات في الفترة الحديثة مثل مختلف المجتمعات المثالية الأمريكية أو الكيبوتس فضلًا عن الأعمال الثورية والسياسية على مستوى الدولة القومية مثل كومونة باريس أو الثورة الروسية. إن إلغاء الطبقات الاجتماعية وإقامة مجتمع لا طبقي هو الهدف الأساسي للاسلطوية والشيوعية والاشتراكية التحررية.
يشير مصطلح انعدام الطبقية أيضًا إلى الحالة العقلية اللازمة للعمل بفعالية كعالم مختص بعلم الإنسان الاجتماعي. يشمل التدريب في مجال علم الإنسان إجراء تقييمات للافتراضات الصفية الخاصة بالفرد، وبالتالي إدراكها بحيث يمكن استبعادها من الاستنتاجات التي يتم التوصل إليها بشأن المجتمعات الأخرى. يمكن مقارنة ذلك بمفهوم الاستعراقية أو «علم القيم» التي حددها ماكس فيبر. وإلا، فإن الاستنتاجات التي تم التوصل إليها بشأن المجتمعات المدروسة من المرجح أن تكون مصبوغة بالقيم الطبقية لعلم الإنسان.
يمكن أن يشير مصطلح انعدام الطبقية أيضًا إلى مجتمع اكتسب عدالة اجتماعية واسعة الانتشار وكبيرة بحيث لا تتمتع الطبقة العليا الاقتصادية بنفوذ سياسي خاص، إلى جانب انعدام الفقر تقريبًا لأنه لا يمكن تحقيقه.
يرى أولريش بيك أن مفهوم انعدام الطبقية يتحقق بالكفاح الطبقي: «إن النجاح الجمعي للكفاح الطبقي هو الذي يضفي الطابع المؤسسي على الفرد ويحل ثقافة الطبقات، حتى في ظل ظروف التعصب والتطرف». في الأساس، سوف يتحقق مفهوم انعدام الطبقية عندما تُعرَّف عدم المساواة والظلم ضمن صفوف المجتمعات على أنها الحاجة إلى الترتيب الاجتماعي والتسلسل الهرمي.

### الطبقات الاجتماعية في الوقت الحالي
تُعتبر حالة الطبقات الاجتماعية في المجتمع اليوم محل خلاف لوجهات النظر. في حال نوقِشَ التطور الفعلي، فإن المجتمع الغربي سوف ينتقل ليصبح مجتمع غبر طبقي. وهذا ما يؤكده تصريح بيكر وأندرياس هادار الذي مفاده: «إن إضعاف الهويات الطبقية هو أيضًا افتراض ناقشه سافاج (2000، الصفحة 37)، الذي يفترض أنه على الرغم من أن الأفراد قد ما يزالون يشيرون إلى الطبقية الاجتماعية، إلا أن الوضع الطبقي لم يعد يولد شعورًا عميقًا بالهوية والانتماء». يعتقد آخرون أن المجتمع في يومنا هذا لم يلغِ الطبقات بشكل كامل، لكن هذه الفروق يمكن أن تعزى فقط إلى النجاح والخبرة (حكم الجدارة). يؤكد آخرون أن نظام الفصل الطبقي ما يزال موجودًا، على سبيل المثال من خلال إظهار أن نجاح الأطفال في التعليم يرتبط بثروة آبائهم إلى جانب ثروتهم الموروثة.

## التعريف الماركسي
في الفلسفة الماركسية، المجتمع القبلي القائم على الصيد وجمع الثمار في الشيوعية البدائية، كان غير طبقي. فالجميع متساوون في المعنى الأساسي بوصفهم من أفراد القبيلة، ذلك أن المهام الوظيفية المختلفة لطريقة الإنتاج البدائية، مهما كانت جامدة وطبقية، لا يمكن أن تحقق ببساطة بسبب الأعداد الكبيرة داخل المجتمع. ومع الانتقال إلى الزراعة، طُور مفهوم فائض الناتج، أي إنتاج أكثر مما هو ضروري لتلبية الاحتياجات الفورية للفرد، في سياق تنمية القوى المنتجة. بحسب الماركسية، فإن هذا أيضًا مكَّن المجتمع الطبقي من التطور لأن فائض الناتج يمكن أن يستخدم لتغذية الطبقة الحاكمة التي لا تشارك في عملية إنتاج القيمة الفائضة والتي ينبغي أن تُوزع بين الناس لتحقيق الرفاه.